# Roland Joffé
Roland Joffé, född 17 november 1945 i London, är en fransk-brittisk filmregissör.

## Filmografi i urval
- 1973–1974 – Coronation Street (TV-serie) (fyra avsnitt)
- 1984 – Dödens fält
- 1986 – The Mission
- 1989 – I skuggan av en hemlighet
- 1992 – Glädjens stad
- 1995 – Passionens pris
- 1998 – Goodbye Lover
- 2000 – Vatel
- 2002 – Undressed (TV-serie)
- 2007 – Captivity
- 2008 – You and I
- 2011 – There Be Dragons